# Vancouver-Strathcona (circonscription britanno-colombienne)
Pour les articles homonymes, voir Vancouver (homonymie) et Strathcona.
Circonscription électorale provinciale du Canada
Vancouver-Strathcona (auparavant Vancouver-Mount Pleasant (1991-2024)) est une circonscription provinciale de la Colombie-Britannique représentée à l'Assemblée législative de la Colombie-Britannique depuis 1991.

## Géographie
En 2020, la circonscription représente une partie de la ville de Vancouver dont les quartiers de Mount Pleasant (en), Strathcona (en), Downtown Eastside, Gastown, ainsi qu'une grande partie des quartiers de Grandview–Woodland (en), Kensington–Cedar Cottage (en) et du Chinatown dans le district régional du Grand Vancouver.

## Liste des députés
| Législature                                                                          | Années                                                                               | Député                                                                               | Député                                                                               | Parti                                                                                |
| Vancouver-Mount Pleasant Circonscription issue de Vancouver Centre et Vancouver East | Vancouver-Mount Pleasant Circonscription issue de Vancouver Centre et Vancouver East | Vancouver-Mount Pleasant Circonscription issue de Vancouver Centre et Vancouver East | Vancouver-Mount Pleasant Circonscription issue de Vancouver Centre et Vancouver East | Vancouver-Mount Pleasant Circonscription issue de Vancouver Centre et Vancouver East |
| ------------------------------------------------------------------------------------ | ------------------------------------------------------------------------------------ | ------------------------------------------------------------------------------------ | ------------------------------------------------------------------------------------ | ------------------------------------------------------------------------------------ |
| 35e                                                                                  | 1991–1996                                                                            |                                                                                      | Mike Harcourt                                                                        | Néo-démocrate                                                                        |
| 36e                                                                                  | 1996–2001                                                                            |                                                                                      | Jenny Kwan                                                                           | Néo-démocrate                                                                        |
| 37e                                                                                  | 2001-2005                                                                            |                                                                                      | Jenny Kwan                                                                           | Néo-démocrate                                                                        |
| 38e                                                                                  | 2005–2009                                                                            |                                                                                      | Jenny Kwan                                                                           | Néo-démocrate                                                                        |
| 39e                                                                                  | 2009–2013                                                                            |                                                                                      | Jenny Kwan                                                                           | Néo-démocrate                                                                        |
| 40e                                                                                  | 2013–2016                                                                            |                                                                                      | Jenny Kwan                                                                           | Néo-démocrate                                                                        |
| 40e                                                                                  | 2016-2017                                                                            |                                                                                      | Melanie Mark (en)                                                                    | Néo-démocrate                                                                        |
| 41e                                                                                  | 2017–2020                                                                            |                                                                                      | Melanie Mark (en)                                                                    | Néo-démocrate                                                                        |
| 42e                                                                                  | 2020–2023                                                                            |                                                                                      | Melanie Mark (en)                                                                    | Néo-démocrate                                                                        |
| 42e                                                                                  | 2023-2024                                                                            |                                                                                      | Joan Phillip (en)                                                                    | Néo-démocrate                                                                        |
| Vancouver-Strathcona                                                                 |                                                                                      |                                                                                      |                                                                                      |                                                                                      |
| 43e                                                                                  | 2024–en cours                                                                        |                                                                                      | Joan Phillip (en)                                                                    | Néo-démocrate                                                                        |

## Résultats électoraux

Frontière de la circonscription en 2015.
Frontière de la circonscription en 2023.